# Loctite
 (octobre 2020).
Si vous disposez d'ouvrages ou d'articles de référence ou si vous connaissez des sites web de qualité traitant du thème abordé ici, merci de compléter l'article en donnant les références utiles à sa vérifiabilité et en les liant à la section « Notes et références ».
Loctite est une marque d'adhésifs et de produits d'étanchéité industriels de la société Henkel. La gamme comprend notamment des colles cyanoacrylates telles que la Super Glue, des produits de freinage — ou freins filets — qui empêchent l'autodesserrage des fixations filetées, des colles époxydes , etc.
Fondée aux États-Unis en 1956, l'entreprise a été rachetée par Henkel en 1996. Dans les années 2020, son siège est à Düsseldorf.
En anglais, le nom de la marque « Loctite » est basé sur un jeu de mots : il se prononce comme « lock tight », qui signifie bloquer fermement, serrer fermement.
De 1978 jusqu'aux années 1990, Loctite a été distribué par le groupe Frameto/Comet, basé à Senlis dans l'Oise.